# Vitória Futebol Clube (Brasil)
O Vitória Futebol Clube, comumente referido como Vitória FC ou Vitória, é um clube de futebol profissional brasileiro da cidade de Vitória, no Espírito Santo. Fundado em 1912, é o clube profissional mais antigo do estado, mandando suas partidas no Estádio Salvador Venâncio da Costa (ou Ninho da Águia) desde 1967. Atualmente disputa o Campeonato Capixaba, a principal liga estadual do Espírito Santo.
É um dos maiores vencedores do Campeonato Capixaba, com 10 títulos, além de possuir, junto com o Real Noroeste, o recorde de conquistas da Copa ES, com 5 títulos. É o único clube capixaba que possui um título internacional, conquistado quando foi campeão da Copa do Presidente da Coreia do Sul de 1979, no qual foi o único representante do Brasil no torneio.

## História

### Fundação
No começo do século XX, a fundação de clubes de futebol era mania entre os jovens de diversas partes do Brasil. A prática desportiva estava em alta e o futebol, trazido ao país por Charles Miller em 1895, pouco a pouco foi caindo nas graças dos brasileiros, tornando-se o esporte favorito da maioria.
Clubes de futebol surgiam por toda a parte, mas eram os clubes da juventude elitizada do Rio de Janeiro que alcançavam maior fama, como o Botafogo e o Fluminense. Este último, considerado pelos rapazes da época como um modelo pela sua organização e glamour, inspirava capixabas como Jair Tovar e Nelson Monteiro. No início da década de 1910, os dois estudavam no Rio de Janeiro e, ao retornarem à Vitória para suas férias, encantavam os amigos com relatos das partidas disputadas na então capital federal. Decidiram-se, então, por iniciar a prática do futebol no Espírito Santo, com a mesma pompa, organização e formalismo empregados por seus pares cariocas. Reuniram-se em um sobrado da rua São Francisco, pertencente à viúva Constança Espíndula, mãe de Constâncio e Taciano Espíndula, dois dos amigos que, até então, disputavam as suas peladas na rua Sete e no Alto do São Francisco. João Pereira Neto presidiu os trabalhos, que resultaram na fundação do primeiro clube de futebol do Estado. Concordaram em dar ao clube o nome da cidade que lhe serviria de sede. Nascia ali, portanto, o Foot-Ball Club Victoria. A ata daquela reunião acabou perdida em épocas futuras, mas podemos citar alguns nomes dos pioneiros presentes àquela reunião do dia 1 de outubro de 1912: João Pereira Neto, João Nascimento, Armando Ayres, Graciano e Edgar dos Santos Neves, Névio Costa, Edgard e Pedro O’Reilly de Souza, Constâncio e Taciano Espíndula. Pereira Neto foi eleito o primeiro presidente; Nascimento e Costa, os dois tesoureiros; e Edgard O’Reilly, diretor de esportes.
Uma decisão importante ainda ficaria por se tomar, e não o seria sem debate: era preciso escolher as cores oficiais do clube. Consta que Armando Ayres, saldanhista, sugeriu que o vermelho e o branco fossem escolhidos. No entanto, os sócios que torciam pelo Álvares Cabral não concordaram. Acabou prevalecendo a sugestão de se adotar o azul e o branco, cores que representariam o céu de Vitória.
Não há registro oficial sobre qual teria sido o primeiro jogo da história do Vitória. Em uma reportagem do Diário da Manhã, publicada por conta do 20º aniversário do time, em 1932, garantiu-se que o Vitória venceu o primeiro jogo de sua vida por 3 a 1 sobre o time da Escola de Aprendizes Marinheiros de Piratininga, sem referência a autores dos gols, data e local. Já em outubro de 1915, o Alvianil bateu por 2 a 0 o Rio Branco-ES num dos primeiros jogos do Clássico Vi-Rio de que se tem conhecimento, jogando nesse dia com: Edison, Dadinho e Taciano; Graciano II, Conrado e Graciano I; Malizek, Luiz, Rios, Carlinhos e Constâncio.
Há um fato na história do Alvianil que, se por um lado revela muito do caráter nobre do clube, por outro é motivo para lamentação na atualidade. Quando o Brasil entrou na Segunda Guerra Mundial, para combater ao lado dos Aliados, foi realizada a "Campanha do Metal". Tal campanha visava a auxiliar o país no esforço de guerra, uma vez que os recursos eram escassos. Foi assim que os dirigentes do clube doaram, na época, absolutamente todos os troféus que o clube havia ganho em sua história. Todo o passado do Vitória Futebol Clube acabou sendo derretido para a fabricação de canhões.

### Primeiro título
A primeira conquista do Vitória aconteceu apenas em 1920. Ressalte-se, porém, que o clube era tido, ainda em abril daquele ano como o legítimo campeão do Campeonato de Vitória de 1919, quando decidiu o título com o Rio Branco de forma controversa. O Vitória jogava pelo empate e a decisão terminou em 1 a 1. Mas o jogo foi anulado, por supostas irregularidades nos dois times. Em seguida, o Rio Branco venceu por 2 a 1, mas o Vitória recorreu. Já no ano seguinte, em 1920, a Liga Sportiva Espírito Santense (LSES), num voto de minerva do presidente, determinou a realização de novo jogo, vencido pelo Rio Branco: 3 a 1.
A redenção viria ainda em 1920, quando o Vitória enfrentou Rio Branco, América, Moscoso, Floriano e São Christovam. Na tabela, não havia rodada inteira, com vários jogos no mesmo fim de semana. Era um jogo por dia. O Vitória estreou fazendo 4 a 1 no rubro-negro Moscoso, quando jogaram: Malizek, Taciano e Lourival; César, Luiz e Chipan; Constâncio, Pedro Santos, Hylson, Pedro Borges e Pavão. O destaque nesse dia foi Hylson, autor de três gols e que em certa crônica seria elogiado como "o terrible Hylson". Essa partida contra o Moscoso foi em Jucutuquara.
O Vitória, quando mandante, atuava ainda no Campo do Stand, de localização imprecisa, supostamente próximo ao atual Bairro de Lourdes, numa área que havia sido usada para a prática de tiro pelo Exército. No local cobravam ingressos, com arquibancadas a 1$000 (mil réis) e gerais a $500. Era frequente a presença de mulheres assistindo aos jogos. Os dados da conquista em si são escassos. Mas na época também era comum que os clubes convocassem por meio de anúncios em jornal seus jogadores para os treinos. E numa dessas convocações, feita dois dias antes da estreia no campeonato frente ao Moscoso, em maio de 1920, por meio do Diário da Manhã, reteve-se para sempre os nomes dos eternos campeões. A relação contém atletas do time principal e do chamado segundo quadro. É possível que nem todos tenham atuado nas partidas do campeonato. Mas eram esses os jogadores do Vitória quando de sua primeira conquista: Luiz Malizek, Manoel Fufu, Taciano Espíndula, Cesar Neves, Luiz Aguiar, Constâncio Espíndula, Hylson Batalha, Antonio Quintaes, João Abreu, Antonio Melecio, H. Beresford Cooper, Ivan Coutinho, Dário Oliveira, Ruy Proença, Alfredo Sarlo, Graciano Esteves, Amulio Finamori, João Pitanga, José Rios Júnior, Áureo Monjardim, Argemiro Azevedo, Benevenuto Soares, Luiz Soares, Carino Duarte, José Pavão e Otton Abreu.

### Bicampeonato de 1932-33
Após doze temporadas, o Vitória voltava a ser o melhor time da cidade. O primeiro do único bicampeonato estadual que o clube conseguiu em toda a sua centenária história. Nos títulos de 1932 e 1933, o time alvianil ou alvi-cerúleo, segundo a imprensa da época, contou com ninguém menos que Alcy Simões, tido como o maior jogador da história do futebol capixaba e que chegou a recusar uma proposta para jogar no Flamengo por preferir continuar no estado. Alcy já havia feito parte da campanha do Rio Branco do título de 1930, mas jogara apenas uma partida. Como protagonista, sua primeira taça foi pelo Vitória. Ainda nesse tempo, as partidas tinham dois tempos de 40 minutos com dez de intervalo. O campo de Jucutuquara, conhecido como Estádio de Zinco, então não mais pertencente ao Rio Branco, mas sim à LSES desde meados dos anos 1920, já era considerado velho, descrito como tendo "arquibancadas toscas", vulnerável a invasões dos torcedores e onde não havia placar. Em 1932 o Vitória sagrou-se campeão com duas rodadas de antecedência. Mesmo assim, e sem alguns dos titulares, venceu Rio Branco e Uruguayano, ambos por 3 a 2, nas duas partidas finais.
O campeonato de 1933 foi um tanto confuso. Rio Branco, Santo Antônio e Viminas desistiram de disputá-lo. O torneio foi anunciado para abril, mas só começou em julho, com o Vitória fazendo 10 a 1 no Uruguayano. Os outros dois adversários eram São João e Americano. Além da estreia, o único placar encontrado foi um 4 a 2, no turno, sobre o Americano, quando foram a campo: Carlinhos, Julinho (Hermes) e Murilo; Naná, Lauro e João Pinto; Filhinho, Alcy, Heitor Tanque (Cid), Abreu e Amauri. José e Beline eram outros que faziam parte do elenco. Sabe-se ainda que o Vitória chegou à última partida, precisando apenas empatar com o Americano. Se perdesse, haveria uma melhor de três. Não se sabe qual o resultado exato, mas é certo que o Vitória garantiu o título de forma invicta. E mesmo de fora, Rio Branco e Viminas não escaparam da maior qualidade alvianil. Em 28 de setembro, ainda com a competição em curso, o Vitória goleou um combinado dos dois rivais por 4 a 1.

### Construção do Estádio Salvador Costa

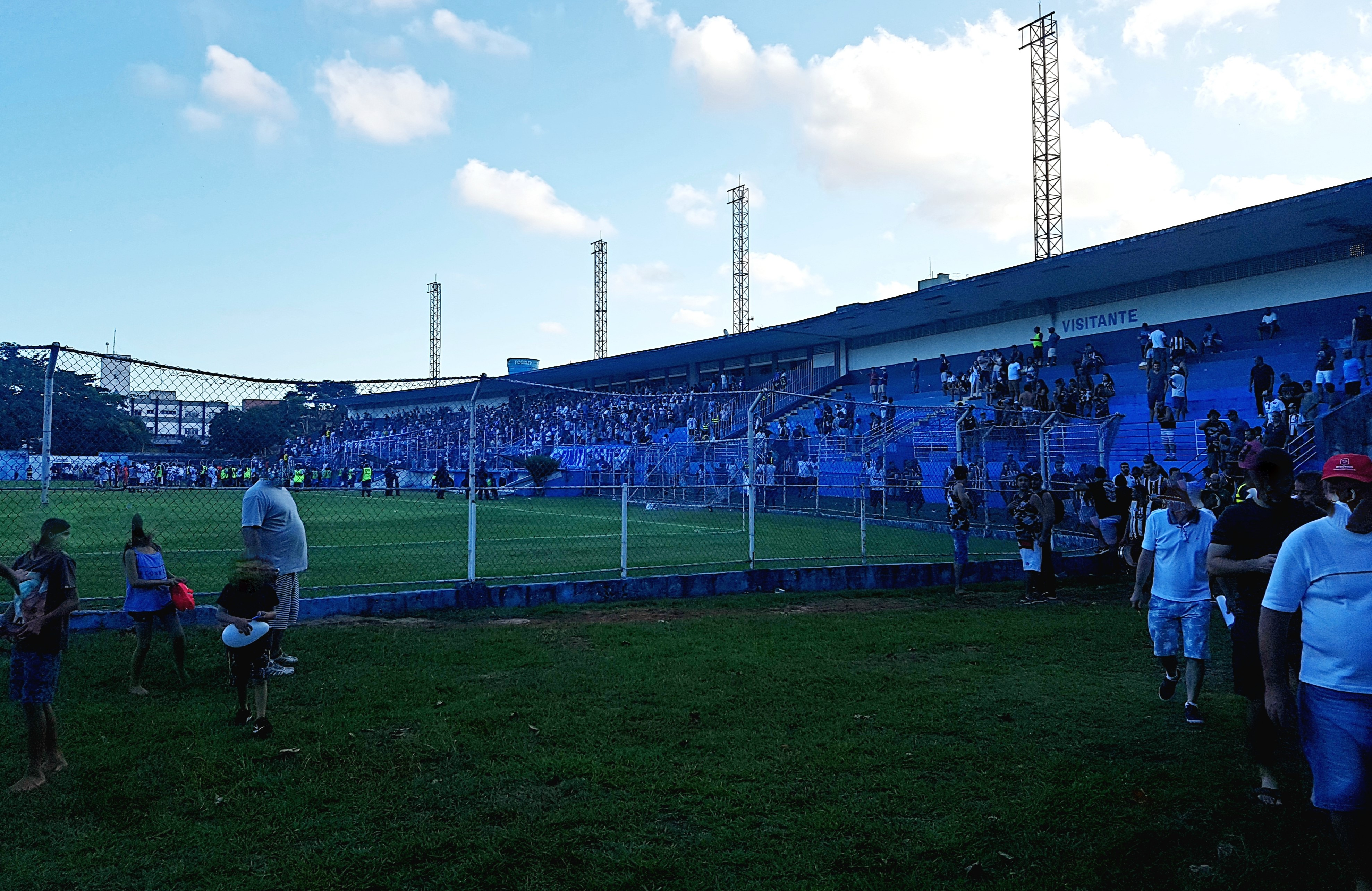
Vista das arquibancadas do Estádio Salvador Costa.

Durante muitos anos, o clube não possuiu sede e nem patrimônio. As reuniões dos jogadores eram realizadas em espaços cedidos, como o galpão de Antenor Guimarães. Jogos de camisa, bolas, material de treinamento e outros pertences ficavam guardados de favor em residências de jogadores ou dirigentes. Assim foi até o início da década de 1950, quando iniciativas mais concretas foram tomadas no sentido de dar ao clube uma sede definitiva, e um estádio próprio. Em 1951, o presidente Arnaldo Andrade adquiriu a área em Jardim América, Cariacica, onde hoje se encontra o Estádio Engenheiro Araripe. Como a área era toda formada por alagados, o clube nunca a utilizou. Outro terreno comprado pelo Vitória acabou sendo tomado pelo governo do Estado, que prometeu conceder outro em troca. Foi assim que o Vitória recebeu o terreno que atualmente ocupa, em Bento Ferreira.
As obras de construção do estádio do Vitória começaram em 1962, quando os torcedores Aílson Lima Cabral e Aprígio Vieira Gomes conseguiram fazer com que uma draga utilizada em um aterro nos arredores despejasse areia também ali. Assim, o terreno em Bento Ferreira pôde finalmente ser utilizado para a construção do tão sonhado estádio. Neste ponto, vale destacar atuação do presidente Salvador Venâncio da Costa, que se valeu de todos os recursos e sacrifícios para ver a obra concluída. E assim aconteceu. O estádio, inaugurado em 1967, recebeu o seu nome, com toda justiça.

### Anos 1970, 1980 e 1990: Participações em Campeonato Brasileiro
O clube jogou o Campeonato Brasileiro da Série A pela última vez em 1977. Em 1980, jogou a Série B sendo eliminado na primeira fase. Em 1981, foi lanterna de sua chave na primeira fase, com seis derrotas em sete jogos. Já em 1985, caiu logo na primeira fase para o América Mineiro, nos pênaltis.
Em 1994, na Série C, passou da primeira fase em chave com apenas o Catuense. Na segunda, passou pelo Villa Nova pelo gol fora de casa. Na terceira, após dois 0 a 0, perdeu nos pênaltis para o Maruinense. Em 1995, foi líder de seu grupo na primeira fase da Série C. Na segunda, foi eliminado pelo Barra-RJ, pelo gol fora de casa.
Em 1996, foi eliminado na primeira fase da Série C.

### Anos 2000
Em 2006, o Vitória voltou a competir em uma edição do campeonato nacional dez anos depois, o Campeonato Brasileiro da Série C, mas também foi eliminado na primeira fase do torneio no grupo com América-MG, America-RJ e Grêmio Barueri.
Em 2007, o Vitória participa pela primeira vez da Copa do Brasil. No jogo de ida da primeira fase, o clube derrotou o Ipatinga por 1 a 0 no Salvador Costa com gol de Zé Afonso. Porém, foi eliminado após perder por 3 a 1 no Estádio Ipatingão.
Em sua segunda participação na Copa do Brasil, o Vitória foi eliminado em 2010 na primeira fase ao perder para o Bahia por 2 a 0 no Salvador Costa, sem a necessidade do jogo da volta. De novo em 2011, é eliminado na primeira fase sem a necessidade do jogo da volta após derrota de 4 a 1 para o Goiás em casa.

### Anos 2010

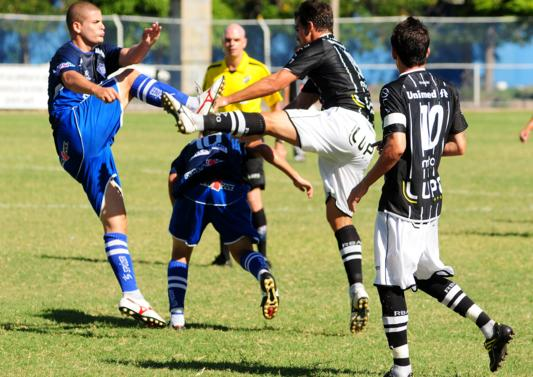
Clássico Vi-Rio disputado em 2011.

Após rebaixamento à Série B do Campeonato Capixaba em 2015, o Vitória chega à final da Série B de 2016 e garante o retorno à elite capixaba.
O Vitória derrota o Tupy na final na disputa por pênaltis por 3 a 1 após o empate sem gols no tempo normal no Salvador Costa e conquista o título da Série B pela segunda vez.
No retorno à Série A do Capixabão em 2017, o Vitória vence o Linhares por 1 a 0 com gol de Acerola no Estádio Salvador Costa em dia de homenagem aos ex-jogadores do clube, Kempes e Ailton Canela, que faleceram no acidente aéreo ocorrido com a delegação da Chapecoense na Colômbia em 28 de novembro de 2016. Foi inaugurado no estádio um camarote com o nome dos dois jogadores.
Na primeira fase, o Vitória se salva do rebaixamento com uma vitória na última rodada.
Em 2018, o Vitória conquistou seu terceiro título da Copa Espírito Santo, juntando-se ao Real Noroeste e ao Estrela do Norte como os maiores vencedores da competição, até então. Com o título garante participações inéditas no Campeonato Brasileiro da Série D e na Copa Verde do ano seguinte.
No Capixabão de 2019 elimina o Estrela do Norte nas semifinais e classifica-se à final do estadual pela primeira vez desde 2010 quando foi derrotado pelo Rio Branco. Na final, após dois empates em 1 a 1 contra o Real Noroeste, conquistou na disputa de pênaltis o décimo título estadual de sua história, voltando a ser campeão depois de doze anos. Com isso, também garante disputa na Série D do Campeonato Brasileiro e na Copa do Brasil de 2020.
Na estreia do Brasileiro da Série D de 2019, o Alvianil do técnico Valdir Bigode derrota o Sobradinho do Distrito Federal por 2 a 0 no Estádio Kleber Andrade em Cariacica. Ao fim da primeira fase, o Alvianil termina na segunda posição do grupo classificando-se à próxima fase. Na segunda fase, classifica-se ao passar pelo Brasiliense. Nas oitavas de final, o Vitória é eliminado pelo Ituano.
No Salvador Costa, o Vitória estreia na Copa Verde de 2019 com um empate de 0 a 0 com o Brasiliense no jogo de ida da primeira fase. No jogo de volta, com novo empate em 0 a 0, o Alvianil perde na disputa por pênaltis sendo eliminado da competição.

### Anos 2020
Na Copa do Brasil de 2020, pela primeira vez o Vitória passa da primeira fase da competição depois de três participações. O clube derrotou de virada por 2 a 1 o CSA jogando no Estádio Salvador Costa. Na segunda fase é eliminado pelo Figueirense com uma derrota por 1 a 0. No Campeonato Brasileiro da Série D de 2020, o Vitória termina na sexta colocação em seu grupo e dá adeus à competição. No Campeonato Capixaba de 2020, o Vitória é eliminado pelo Rio Branco-ES nas semifinais.
No ano de 2025 o clube conquistou a Copa ES ao derrotar o Porto Vitória, consagrando-se o maior campeão da história da competição com 5 títulos, além de garantir uma vaga no Brasileirão da Série D na próxima temporada.

## Símbolos

### Escudo
O escudo atual do clube possui uma forma semelhante a um triângulo invertido, com uma base superior maior, com terminações pontiagudas. No centro, há um círculo com as iniciais "VFC", alusivas à Vitória Futebol Clube. Por trás do círculo, há duas faixas que se cruzam em "X", lembrando o desenho da bandeira da Escócia, mas na cor azul marinho e com bordas brancas, que são as cores oficiais do clube.
Desde dezembro de 2012, o escudo conta oficialmente com duas estrelas amarelas na parte superior, uma ao lado da outra. A da esquerda simboliza o centenário do clube, comemorado em 1 de outubro de 2012. O Vitória é o primeiro clube de futebol profissional do Espírito Santo a chegar à marca histórica de 100 anos de fundação. A estrela da direita simboliza o título da Copa do Presidente, mais tarde renomeada para Korea Cup, conquistada em 1979, na cidade de Seul na Coreia do Sul. O Vitória é o primeiro e único clube de futebol capixaba a possuir um título internacional.

### Mascotes
O mascote oficial do clube é a águia azul, razão pela qual o seu Estádio Salvador Venâncio da Costa ser carinhosamente chamado de "Ninho da Águia". Ultimamente, o clube também vem adotando um Hulk azul em algumas situações, para demonstrar força, garra e indignação contra alguns órgãos da imprensa que insistem em tratar o Vitória de forma pejorativa e com insinuações mentirosas. O Hulk Alvianil vem demonstrar que o Vitória não fica calado e que sempre combaterá as provocações.

### Hino Oficial
Vamos juntos Vitória / Juntos vamos jogar / Visto a sua camisa / Por me orgulhar
O meu sangue é azul / Carrego a paz no meu peito / Meu deus me dê o direito / De sempre com você ficar
Vitória, Vitória, Vitória / Clube de minha devoção / Águia Azul sobrevoa / Meu sonho minha emoção
Vitória, Vitória, Vitória / Campeão sempre, sempre, Campeão / Suas cores no céu elas moram / E você vive em meu coração
Mil novecentos e doze / Um ano de esplendor / Nasceu com força e garra / A Águia Bicolor
Erguendo essa bandeira / Me sinto mais feliz / Torcer por este time / Foi o que eu sempre quis
Avante Alvianil / Para mim você é o maior do Brasil.
Avante Alvianil / Para mim você é o maior do Brasil.
Autor: Carlos Bona

## Elenco atual
Última atualização: 12 de janeiro de 2024.

## Títulos
Campeão invicto

### Futebol Masculino
| INTERNACIONAIS | INTERNACIONAIS                      | INTERNACIONAIS | INTERNACIONAIS                                                   |
|                | Competição                          | Títulos        | Temporadas                                                       |
| -------------- | ----------------------------------- | -------------- | ---------------------------------------------------------------- |
| Coreia do Sul  | Copa do Presidente da Coreia do Sul | 1              | 1979                                                             |
| ESTADUAIS      |                                     |                |                                                                  |
|                | Competição                          | Títulos        | Temporadas                                                       |
|                | Campeonato Capixaba                 | 10             | 1920, 1932, 1933, 1943, 1950, 1952, 1956, 1976, 2006, 2019       |
|                | Copa Espírito Santo                 | 5              | 2009, 2010, 2018, 2022, 2025                                     |
|                | Campeonato Capixaba - Série B       | 2              | 2009, 2016                                                       |
|                | Torneio Início do Espírito Santo    | 11             | 1917, 1919, 1933, 1937, 1939, 1944, 1945, 1950, 1958, 1966, 1983 |
| MUNICIPAIS     |                                     |                |                                                                  |
|                | Competição                          | Títulos        | Temporadas                                                       |
|                | Taça Cidade de Vitória              | 8              | 1920, 1932, 1933, 1943, 1950, 1952, 1956, 1972                   |

#### Outras conquistas
- Troféu Aécio Cabral: 1 (2002)[nota 1]
- Torneio Moacir Dalla: 1 (1979)
- Torneio Incentivo: 1 (1976)
- Torneio Sesquicentenário: 1 (1972)
- Torneio Quadricentenário: 1 (1952)

#### Amistosos
| MUNICIPAIS                | MUNICIPAIS                | MUNICIPAIS | MUNICIPAIS  |
|                           | Competição                | Títulos    | Temporadas  |
| ------------------------- | ------------------------- | ---------- | ----------- |
| Torneio Vi-Rio da saudade | Torneio Vi-Rio da saudade | 2          | 2007 e 2008 |

#### Sub-20
| ESTADUAIS              | ESTADUAIS              | ESTADUAIS | ESTADUAIS      |
|                        | Competição             | Títulos   | Temporadas     |
| ---------------------- | ---------------------- | --------- | -------------- |
| Campeonato Capixaba    | Campeonato Capixaba    | 2         | 2005 e 2006    |
| MUNICIPAIS             |                        |           |                |
|                        | Competição             | Títulos   | Temporadas</sp |
| Taça Cidade de Vitória | Taça Cidade de Vitória | 1         | 2005           |

#### Sub-17
| ESTADUAIS                 | ESTADUAIS                 | ESTADUAIS | ESTADUAIS                                       |
|                           | Competição                | Títulos   | Temporadas                                      |
| ------------------------- | ------------------------- | --------- | ----------------------------------------------- |
| Campeonato Capixaba       | Campeonato Capixaba       | 8         | 1958, 1959, 1960, 1961, 1962, 1980, 1982 e 2005 |
| Torneio de inicio         | Torneio de inicio         | 1         | 1962                                            |
| MUNICIPAIS                |                           |           |                                                 |
|                           | Competição                | Títulos   | Temporadas                                      |
| Taça da Cidade de Vitória | Taça da Cidade de Vitória | 1         | 1988                                            |

#### Sub-15
| ESTADUAIS           | ESTADUAIS           | ESTADUAIS | ESTADUAIS  |
|                     | Competição          | Títulos   | Temporadas |
| ------------------- | ------------------- | --------- | ---------- |
| Campeonato Capixaba | Campeonato Capixaba | 1         | 2004       |
| Copa A Gazetinha    | Copa A Gazetinha    | 1         | 2005       |

#### Sub-23
| ESTADUAIS           | ESTADUAIS           | ESTADUAIS | ESTADUAIS                                 |
|                     | Competição          | Títulos   | Temporadas                                |
| ------------------- | ------------------- | --------- | ----------------------------------------- |
| Campeonato Capixaba | Campeonato Capixaba | 7         | 1945, 1946, 1947, 1948, 1949, 1954 e 1965 |

### Futebol Feminino
| ESTADUAIS                               | ESTADUAIS                               | ESTADUAIS | ESTADUAIS  |
|                                         | Competição                              | Títulos   | Temporadas |
| --------------------------------------- | --------------------------------------- | --------- | ---------- |
| Campeonato Capixaba de Futebol de Areia | Campeonato Capixaba de Futebol de Areia | 1         | 1999       |
| MUNICIPAIS                              |                                         |           |            |
|                                         | Competição                              | Títulos   | Temporadas |
| Campeonato Municipal de Vitória         | Campeonato Municipal de Vitória         | 1         | 1997       |

### Basquete Masculino
| ESTADUAIS           | ESTADUAIS           | ESTADUAIS | ESTADUAIS                     |
|                     | Competição          | Títulos   | Temporadas                    |
| ------------------- | ------------------- | --------- | ----------------------------- |
| Campeonato Capixaba | Campeonato Capixaba | 5         | 1934, 1935, 1936, 1937 e 1941 |
| Torneio Inicio      | Torneio Inicio      | 2         | 1945 e 1946                   |

## Estatísticas

### Participações
|  | Participações em 2026 |

| Competição              | Competição            | Temporadas | Melhor campanha             | Estreia | Última | P | R |
| Espírito Santo (estado) | Campeonato Capixaba   | 87         | Campeão (10 vezes)          | 1917    | 2026   |   | 3 |
| Espírito Santo (estado) | Série B               | 5          | Campeão (2009 e 2016)       | 2001    | 2016   | 3 |   |
| Espírito Santo (estado) | Copa Espírito Santo   | 17         | Campeão (5 vezes)           | 2003    | 2025   |   |   |
|                         | Copa Verde            | 3          | 1ª fase (2019, 2020 e 2025) | 2019    | 2025   |   |   |
| Brasil                  | Campeonato Brasileiro | 1          | 43º colocado (1977)         | 1977    | 1977   |   | – |
| Brasil                  | Série B               | 3          | 13º colocado (1985)         | 1980    | 1985   | – | – |
| Brasil                  | Série C               | 4          | 16º colocado (1994)         | 1994    | 2006   | – | – |
| Brasil                  | Série D               | 4          | 13º colocado (2019)         | 2019    | 2026   | – |   |
| Brasil                  | Copa do Brasil        | 5          | 2ª fase (2020)              | 2007    | 2023   |   |   |
| Coreia do Sul           | Copa do Presidente    | 2          | Campeão (1979)              | 1979    | 1981   |   |   |

## Rivalidades
A maior rivalidade do Vitória é com o Rio Branco, clube da mesma cidade, contra quem faz o maior e mais antigo clássico do Espírito Santo, o tradicional Vi-Rio. Ex-jogadores dos dois clubes se reuniam constantemente, com o apoio da mídia, para jogar o "Vi-Rio da Saudade".
Seu maior rival de fora do município é a Desportiva Ferroviária, da cidade limítrofe de Cariacica, que junto com o Vitória e Rio Branco formam o Trio de Ferro Capixaba. Ainda tem o Serra, da cidade de Serra, que se tornou profissional no fim dos anos 90 e também se criou uma rivalidade com a equipe da capital.

## Torcidas
- Águia Azul: No início da década de 1970, o então presidente do Vitória, Sizenando Pechincha, indignado pelo seu clube não possuir uma torcida organizada, convidou os torcedores Genésio Mendes e seu filho Mário Mendes (o Mário do Pega), para formarem a tão sonhada torcida alvianil. Como eles faziam parte da bateria do bloco carnavalesco Pega no Samba (hoje, já é escola de samba), de Gurigica, não foi difícil montar a charanga. A Torcida Organizada Águia Azul, esteve presente no aeroporto de Vitória, para recepcionar os campeões alvianis que ganharam o título na Coreia do Sul em 1979. Devido ao roubo e a má conservação dos instrumentos da banda, a torcida aos poucos foi encerrando suas atividades, no final da década de 1990.

- Trovão Azul: A histórica Torcida Organizada Trovão Azul, é a segunda mais antiga do Vitória e surgiu no final dos anos 1970. Tem como presidente, o torcedor Tonhão, e é a torcida que está mais tempo em atividade, estendendo-se até os dias de hoje. Tonhão é o tipo do torcedor que sempre está presente nos jogos do Vitória, sejam eles amistosos ou valendo três pontos. Em 2002, a torcida veio com um novo modelo de camisa.

- Peroá Azul: A Peroá Azul foi fundada num domingo, 15 de julho de 2001.

- Garra Alvianil: Torcida criada por um grupo de amigos, que visa apoiar e defender o Vitória em qualquer situação. Fundada em 20 de fevereiro de 2007.

- Fanáticos 1912: Fundada em 2012, começa a ganhar força no ano de 2013, quando um grupo de jovens resolve apoiar o tão querido alvianil de Bento Ferreira

- Torcida Sangue Azul: Fundada no dia 11/03/2017, a TSA é mais uma torcida organizada do Vitória que tem por objetivo apoiar e defender o maior clube do estado, querendo o melhor do clube sempre, estando com o Vitória para que o clube possa crescer sempre mais.

## Rankings

### Ranking da CBF
- Posição: 151º
- Pontuação: 305 pontos[33]
- Atualização do ranking: dezembro/2019

Ranking criado pela Confederação Brasileira de Futebol (CBF) que tem como critério a participação dos clubes brasileiros em competições estaduais, nacionais e internacionais nos últimos 5 anos.

### Ranking Campeões do Futebol
- Posição: 76º
- Pontuação: 30 pontos
- Atualização do ranking: novembro/2019